# Earl of Seaforth

Wappen der Earls of Seaforth

Earl of Seaforth war ein erblicher britischer Adelstitel, der je einmal in der Peerage of Scotland und der Peerage of Ireland verliehen wurde.

## Verleihungen
Erstmals wurde der Titel am 3. Dezember 1623 in der Peerage of Scotland für Colin Mackenzie, 2. Lord Mackenzie of Kintail, geschaffen. Dieser hatte bereits 1611 von seinem Vater den Titel Lord Mackenzie of Kintail geerbt, der diesem am 17. November 1609 verliehen worden war. Der Earlstitel wurde mit dem besonderen Zusatz verliehen, dass er in Ermangelung eigener legitimer männlicher Nachkommen auch an sonstige männliche Erben (heirs male whatsoever) vererbt werden könne. Da der 1. Earl nur zwei Töchter und keine Söhne hatte, fielen beide Titel bei seinem Tod 1633 entsprechend an seinen Halbbruder George Mackenzie als 2. Earl. Dessen Urenkel, der 5. Earl, kämpfte während des Jakobitenaufstands von 1715 in der Schlacht von Sheriffmuir auf Seiten der Jakobiten und wurde deshalb am 7. Mai 1716 durch Parlamentsbeschluss geächtet. Seine Adelstitel waren dadurch verwirkt und seine Besitzungen wurden von der Krone eingezogen.
Der Enkel des letzten Earls erster Verleihung, Kenneth Mackenzie, kaufte später die Besitzungen von der Regierung zurück. In der Peerage of Ireland wurden ihm am 18. November 1766 die Titel Viscount Fortrose und Baron Ardelve sowie am 3. Dezember 1771 der Titel Earl of Seaforth neu verliehen. Da er keine Söhne hatte, erloschen alle drei Titel bei seinem Tod am 27. August 1781.

## Liste der Titelinhaber

### Lords Mackenzie of Kintail (1609)
- Kenneth Mackenzie, 1. Lord Mackenzie of Kintail († 1611)
- Colin Mackenzie, 2. Lord Mackenzie of Kintail († 1633) (1623 zum Earl of Seaforth erhoben)

### Earls of Seaforth, erste Verleihung (1623)
- Colin Mackenzie, 1. Earl of Seaforth († 1633)
- George Mackenzie, 2. Earl of Seaforth († 1651)
- Kenneth Mackenzie, 3. Earl of Seaforth (1635–1678)
- Kenneth Mackenzie, 4. Earl of Seaforth (1661–1701)
- William Mackenzie, 5. Earl of Seaforth († 1740) (Titel verwirkt 1716)

### Earls of Seaforth, zweite Verleihung (1771)
- Kenneth Mackenzie, 1. Earl of Seaforth (um 1744–1781)